# Ilona Staller
Ilona Staller (* 26. listopadu 1951), široce známá pod svým uměleckým jménem Cicciolina ("malá baculka"), je maďarsko-italská bývalá pornohvězda, politička a zpěvačka. Proslula jako extravagantní politička, která je známa zejména díky svým projevům pronášeným na veřejnosti s odhalenými ňadry.

## Mládí
Ilona se narodila v Budapešti v Maďarsku. Její otec László Staller opustil rodinu, když byla malá. Vychovávala ji matka, která byla porodní asistentkou, a její nevlastní otec, který byl úředníkem maďarského ministerstva vnitra.
V roce 1964 začala pracovat jako modelka pro maďarskou tiskovou agenturu M.T.I. Ve svých pamětech a v televizním rozhovoru z roku 1999 řekla, že poskytla maďarským úřadům informace o amerických diplomatech ubytovaných v luxusním hotelu v Budapešti, kde v 60. letech pracovala jako pokojská. Ve věku 25 let se během své práce v hotelu setkala se starším Italem jménem Salvatore Martini, za kterého se později v roce 1968 provdala.
Po sňatku se usadila v Itálii, kde od počátku 70. let začala pracovat v italském pornoprůmyslu. V letech 1991–1994 byla manželkou amerického výtvarníka Jeffa Koonse, s nímž má syna.

## Politická kariéra
V roce 1979 poprvé kandidovala do italského parlamentu za italskou Stranu zelených, od roku 1985 je členkou italské Radikální strany, za níž byla v roce 1987 zvolena do italského parlamentu.